# Поље (математика)
У апстрактној алгебри, поље је алгебарска структура у којој операција сабирања, одузимања, множења и дељења (осим дељења нулом) могу да се спроводе, и важе иста правила која су позната из стандардне аритметике.
Сва поља су прстенови, али нису сви прстенови поља. Поља се разликују од прстенова највише по захтеву да је дељење могуће, али и, данас, по захтеву да је операција множења на пољу комутативна.
Прототипски пример поља је скуп Q, поље рационалних бројева. Међу другим важним примерима је поље реалних бројева R, поље комплексних бројева C и, за сваки прост број p, коначно поље целих бројева по модулу , што се означава  или GF(p). За свако поље K, скуп  рационалних функција са коефицијентима из K је такође поље.
Математичка дисциплина која проучава поља се назива теорија поља.

## Еквивалентне дефиниције

### Дефиниција 1
Поље је комутативни прстен са дељењем.

### Дефиниција 2
Поље је комутативан прстен (F, +, *) такав да 0 није једнако 1 и сви елементи из F изузев 0 имају мултипликативни инверз. (Ваља имати у виду да су 0 и 1 неутрали за + и * редом, и могу се разликовати од реалних бројева 0 и 1).

### Дефиниција 3
Експлицитно, поље дефинишу следећа својства:
Затвореност скупа F у односу на + и *За свако a, b из F, и a + b и a * b припадају F (или формалније, + и * су бинарне операције на F).
И + и * су асоцијативнеЗа свако  из  и .
И + и * су комутативнеЗа свако  из  и .
Операција * је дистрибутивна над операцијом +За свако a, b, c, из F, a * (b + c) = (a * b) + (a * c).
Постојање адитивног неутралаПостоји елемент 0 у F, такав да за свако a из F, a + 0 = a.
Постојање мултипликативног неутралаПостоји елемент 1 у F различит од 0, такав да за свако a из F, a * 1 = .
Постојање адитивних инверзаЗа свако a из F, постоји елемент −a из F, такав да .
Постојање мултипликативних инверзаза свако a ≠ 0 из F, постоји елемент  из F, такав да .
Захтев да је 0 ≠ 1 осигурава да скуп који садржи само један елемент није поље. Директно из аксома, може се показати да  и  су комутативне групе (абелове групе) и да су стога адитивни инверз −a и мултипликативни инверз  јединствено одређени са a. Међу другим корисним правилима су
и општије
као и
сва ова правила су позната из елементарне аритметике.
Ако се изузме захтев за комутативношћу операције * разликују се горња комутативна поља од некомутативних поља.

## Историја
Концепт поља је увео Дедекинд, који је користио немачку реч Körper (тело) за овај појам. Он је такође први дефинисао прстенове, али израз прстен (Zahlring) је увео Хилберт.

## Примери
- Комплексни бројеви , у односу на уобичајене операције сабирања и множења. Поље комплексних бројева садржи следећа подпоља:
- Рационални бројеви  из  } где је Z скуп целих бројева. Поље радионалних бројева не садржи права подпоља.
  - Поље алгебарских бројева је коначно проширење поља рационалних бројева Q, то јест, поље које садржи Q које има коначну димензију као векторски простор над Q. Свако такво поље је изоморфно подпољу од C, и сваки такав изоморфизам индукује идентитет на Q. Ова поља су врло важна у теорији бројева.
  - Поље алгебарских бројева {\displaystyle {\overline {\mathbb {Q} }}}, је алгебарска затвореност од Q. Поље алгебарских бројева је пример алгебарски затвореног поља карактеристике нула.
- Реални бројеви , у односу на уобичајено сабирање и множење.
  - Реални бројеви имају неколико интересантних подпоља: реални алгебарски бројеви, израчунљиви бројеви.
- Постоји (до на изоморфизам) тачно једно коначно поље са  елемената, за сваки коначан број q који је степен простог броја, q≠ 1. (Не постоји коначно поље са другим бројем елемената.) Ово се обично означава са . Таква поља се обично називају поља Галоа.
  - Ако је дат прост број p, скуп целих бројева по модулу p је коначно поље са  елемената где су операције дефинисане извођењем операција у Z, дељењем са p и узимањем остатка; види: модуларна аритметика.
  - Ако је  = 2, добијамо најмање поље, 2, које има само два елемента: 0 и 1. Може се дефинисати са две Кејлијеве табеле

```
     
+
  
0
  
1
        
*
  
0
  
1

     
0
  0  1        
0
  0  0
     
1
  1  0        
1
  0  1
```

Ово поље има важне примене у рачунартву, посебно у криптографији.
- Нека су E и F два поља, и F је подпоље од E. Нека је x елемент из E који није у F. Тада постоји најмање подпоље од E које садржи F и x, што се означава са F(x). Кажемо да је F(x) просто проширење од F. На пример, Q(i) је подпоље C које се састоји од свих бројева облика a + bi где су и a и b рационални бројеви.
- За дато поље F, скуп  рационалних функција променљиве X са коефицијентима из F је поље.
- Ако је F поље, и p(X) је нерастављив полином у прстену полинома , тада је коефицијент , где  означава идеал генерисан са p(X), поље са подпољем изоморфним са F. На пример,  је поље (изоморфно пољу комплексних бројева). Може се показати да је свако просто алгебарско проширење од F изоморфна пољу овог облика.
- Када је F поље, скуп F((X)) формални Лоранов ред над F је поље.
- Ако је V алгебарски варијетет над F, тада рационалне функције  граде поље, поље функција над V.
- Ако је S Риманова површина, тада мероморфне функције  граде поље.
- Хиперреални бројеви и суперреални бројеви проширују реалне бројеве сабирањем инфинитезималних и бесконачних бројева.